# Платовка (Алтайский край)
Платовка — село в Ключевском районе Алтайского края. Входит в состав Ключевского сельсовета.

## Население
| 1997 | 1998 | 1999 | 2000 | 2001 | 2002 | 2003 |
| ---- | ---- | ---- | ---- | ---- | ---- | ---- |
| 298  | ↗305 | ↘295 | ↗300 | ↘278 | ↘267 | →267 |
| 2004 | 2005 | 2006 | 2007 | 2008 | 2009 | 2010 |
| ↗275 | ↘267 | ↘265 | ↘264 | ↘263 | →263 | ↗269 |
| 2011 | 2012 | 2013 |      |      |      |      |
| ↘267 | ↗270 | ↘269 |      |      |      |      |

## История
Основано в 1909 году. В 1928 г. посёлок Платовка состоял из 48 хозяйств, основное население — русские. Центр Платовского сельсовета Ключевского района Славгородского округа Сибирского края.